# Барт Вербрюгген
Барт Вербрюгген (нід. Bart Verbruggen, нар. 18 серпня 2002, Бреда, Нідерланди) — нідерландський футболіст, воротар англійського клубу «Брайтон енд Гоув Альбіон» та національної збірної Нідерландів.

## Ігрова кар'єра

### Клубна
Барт Вербрюгген народився у місті Бреда і є вихованцем місцевого клубу НАК. У сезоні 2019/20 провів у другій команді десять поєдинків у турнірі серед молодіжних команд.
У серпні 2020 року  за 2,3 млн євро євро перейшов до «Андерлехту» де став третім голкіпером після Хендріка ван Кромбрюгге та Тімона Велленройтера. Дебютував за бельгійський гранд 2 травня 2021 року у виїзному матчі чемпіонату Бельгії проти «Брюгге» (2:2). Усього в сезоні 2021—2022 провів за брюссельців шість ігор і в жодній не втримав ворота на замку. У наступних двох сезонах боровся за пост номер один із Хендріком ван Кромбрюгге. Лише у сезоні 2022-2023 наставник «Андерлехта» Браян Ріємер почав довіряти місце в основі для голландця. На двох голкіпери-конкуренти тоді провели по 17 матчів в Лізі Жупіле. Також паралельно він виступав у Челенджер Про лізі за резервну команду  «Андерлехта».
4 липня 2023 року підписав п'ятирічний контракт із «Брайтоном». Англійському клубу трансфер обійшовся у 20 млн євро. Дебютував за нову команду 26 серпня того ж року у переможній грі проти «Вест Гем Юнайтед» (3:1). 

### Збірна
У 2019 році воротар зіграв один матч у складі юнацької збірної Нідерландів.14 червня 2023 року дебютував за молодіжну збірну Нідерландів U-21 у товариській грі проти збірної Японії (0:0). 